# SEG Plaza
SEG Plaza (кит.: 赛格广场) — хмарочос в Шеньчжені, КНР.
Висота 70-поверхового будинку становить 292 метри. Будівництво було завершено в 2000 році.
На 69-поверсі розташована обсерваторія, з 50 по 68 поверх займає готель, з 13 по 49 поверх знаходяться офіси. В будинку розташована штаб-квартира Shenzhen Electronics Group.